# اینو رایلیو
اینو رایلیو (فنلاندی: Eino Railio; ۱۱ ژوئن ۱۸۸۶ – ۳ فوریهٔ ۱۹۷۰) ژیمناست هنری اهل فنلاند بود.
وی در مسابقات کشوری و بین‌المللی در مجموع برندهٔ ۱ مدال برنز شده‌است.